# Logan Henderson

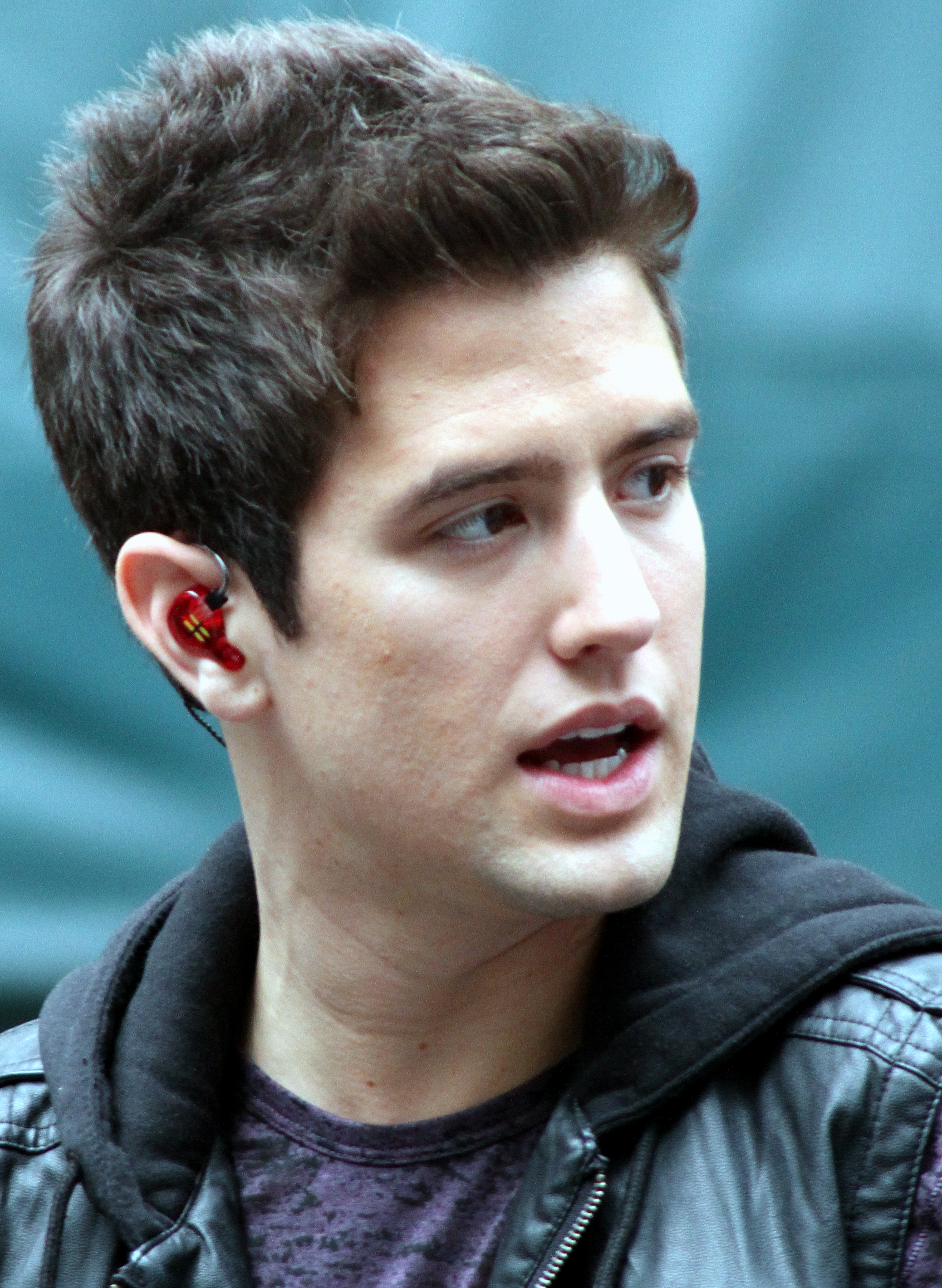
Logan Henderson

Logan Philip Henderson (* 14. September 1989 in North Richland Hills, Texas) ist ein US-amerikanischer Schauspieler, Sänger, Rapper und Tänzer.

## Leben
Logan Henderson hatte zunächst eine kleine Rolle als Schläger in der US-Fernsehserie Friday Night Lights. Von 2009 bis 2013 spielte er Logan Mitchell in der Nickelodeon TV-Serie Big Time Rush und ist außerdem Sänger der gleichnamigen Band, um deren Leben sich die Serie dreht. Seit 2014 ist er auch als Solo-Sänger unterwegs.
Synchronisiert wird er von dem deutschen Synchronsprecher Carsten Otto.
Hendersons Debütsingle Sleepwalker erschien am 27. Januar 2017.

## Filmografie
- 2008: Friday Night Lights (Fernsehserie, Folge 2x12)
- 2009–2013: Big Time Rush (Fernsehserie, 74 Folgen)
- 2012: How to Rock (Fernsehserie, Folge 1x06)
- 2012: Big Time Movie (Fernsehfilm)
- 2013: Marvin Marvin (Fernsehserie, Folgen 1x19–1x20)
- 2015: Die Pinguine aus Madagascar (The Penguins of Madagascar, Folge 3x29, Stimme)

## Diskografie

### Als Solokünstler

#### EPs/Alben
- 2018: Acoustic Sessions – EP
- 2018: Echoes of Departure and the Endless Street of Dreams, Pt. 1 – Album

#### Singles
- 2017: Sleepwalker
- 2017: Bite My Tongue
- 2017: Speak of the Devil
- 2018: Pull Me Deep
- 2019: End of the World
- 2019: Rocket Man
- 2019: Disappear

#### Gastbeiträge
- 2015: Passing Time (mit Heffron Drive)